# A Főnix ereje
A Főnix ereje, eredeti címén; Phoenix Saga egy történet a Marvel Comics képregényeiben mely 1976 és 1977 között jelent meg az Egyesült Államokban az Uncanny X-Men című képregénysorozatban. Írója Chris Claremont, rajzolója Dave Cockrum és John Byrne voltak. A történet utolsó három része Magyarországon is megjelent az X-Men oldalain 1996-ban.

## Cselekmény
|  | Alább a cselekmény részletei következnek! |

Az X-Men csapata egy űrbéi küldetéséről készül hazatérni mikor kiderül, hogy űrrepülőgépük számítógépe súlyosan károsodott, ráadásul a közelgő napkitörés miatt az, aki manuálisan vezetné a gépet halásos adag sugárzást kapna és meghalna mielőtt biztonságban leszállnának. Jean úgy gondolja, hogy telekinetikus ereje képes lesz megvédeni őt a sugárzástól, ezért telepatikusan megszondázza pilótájuk, dr. Corbeau agyát és megszerzi az űrrepülőgép vezetéséhez szükséges tudást, majd társait az űrrepülő elszigetelt részébe küldi. Telekinetikus pajzsa azonban nem bír sokáig ellenállni a napkitörésnek és a halálos sugárzás eléri Jeant.
Az űrrepülőgép végül a Kennedy repülőtéren hajt végre kényszerleszállást, de túlhalad a kifutópályán és elsüllyed a Jamaica Bay vizében. Kisvártatva a csapat minden tagja felbukkan a vízen, kivéve Jeant. Mikor társai már azt hiszik, hogy Jean odaveszett, hirtelen, lángoktól körülvéve kitör a vízből és magát Főnixnek nevezi. Jeant azonban hamar elhagyja ereje és elájul. Társai kihúzzák a vízből és kórházba viszik. Az orvosok azt mondják Jean rendbe fog jönni, de nyugalomra van szüksége, ezért Xavier professzor, Jean szerelme, Scott kivételével, kényszerszabadságra küldi a csapatot. Vészmadár éppen megörökölte családja régi kastélyt Írországban, ezért úgy döntenek felkeresik az örökséget a kényszerű pihenő ideje alatt. Azonban nem tudják, hogy az örökség csak csapda, amit Buldózer és Black Tom Cassidy, Vészmadár unokatestvére állított nekik. Az X-ek csapdába esnek a kastély tömlöcében.
Rozsomák, Árnyék, Kolosszus és Vészmadár harcba szállnak a Buldózerrel és Black Tommal, de Vihar harcképtelenné válik mivel a szűk tömlöcben eluralkodik rajta klausztrofóbiája. Eközben a kórházban Xavier professzor telepatikus képességei révén értesül a csapatot ért támadásról. Kihívja Scottot Jean szobájából, hogy elmondja mi történt. Scott azonban nem akar segíteni új csapattársainak, mert úgy gondolja fontosabb, hogy Jean mellett maradjon. Xaviert hirtelen víziók kezdik gyötörni egy furcsa páncélt viselő alakról.
Közben a kastélyban az óceán túloldalán tovább folyik a harc. A csapat összes tagja a földre került, az eszméletlen Árnyékot pedig észrevétlenül néhány furcsa apró lény rabolja el.
Árnyék a furcsa „lények” között ébred, akikről mint kiderül, koboldok, akik békésen laktak a kastélyban míg Black Tom vissza nem tért a várba. Buldózerrel fogságba ejtették a legtöbb kobold családot és bezárták őket. Az is elmondják, hogy Black Tom egy vörös páncélba öltözött alaknak teljesíti a parancsait. Eközben Árnyék egy újabb képességére is fény derül, a sötétben képes láthatatlanná válni.
Árnyéknak csellel sikerül kiszabadítani barátait és a harc során Black Tom a kastély egyik tornyából a tengerbe zuhan. Buldózer utána ugrik és mindkettőjüket elnyelik a tenger hullámai. Közben a csapatot a titokzatos vörös páncélt viselő alak figyeli és új utasításokat kap.

## Magyarországi megjelenés
- 1. rész: X-Men #32 (1996. május)
- 2. rész: X-Men #33 (1996. július)
- 3. rész: X-Men #34 (1996. szeptember)

## Tények és érdekességek
- Az Uncanny X-Men 104. számának borítóján az X-Men új csapata közösen támadja Magnetot. Ez a jelenet tulajdonképpen az Uncanny X-Men első számának borítójának módosított változata, amin az eredeti csapat tette ugyanezt.